# 後世派
後世派（ごせいは）は、漢方薬の処方において、唐・宋以降の書籍をよりどころにする一派である。後世方派（ごせいほうは）とも称する。

## 概要
古方派の原典である『傷寒論』、『金匱要略』では、河北から華中・四川あたりで採れる比較的入手しやすい植物性の生薬を中心に配合され、処方を構成する生薬も4種から8種くらいの簡単なものが多いのに対し、後世方では、東南アジア・インドから中東やヨーロッパなどから輸入したもの、牛黄（牛の胆石）、熊胆（くまのい）、麝香（じゃこうじかの性腺）などといった、希少な動物性の高貴薬などもしばしば使われ、それぞれの薬味（生薬）に、気味と呼ばれる温感（寒・涼・平・温・熱）の別と、五味（酸・苦・甘・辛・鹹）が配当され、また、経絡との関係や、薬方の中での働きの重要性によって、君・臣・佐・使の区別があるなど、かなり理論的になっており、臨床のための実践よりも、場合によってはこじつけに近いものまであり、学問のための学問、机上の学問になっているところがある。
日本においては、主として金・元の医学を奉じる人々を後世派と称し、戦国時代の田代三喜及びその門人曲直瀬道三（『啓迪集』）・曲直瀬玄朔（『医学天正記』）親子を祖としている。江戸時代には岡本玄治・古林見宜・長沢道寿・堀正意・饗庭東庵・味岡三伯・香月牛山・岡本一抱・堀元厚ら名医が現れた。また、田代三喜や曲直瀬道三が「金元四大家」のうち李杲・朱震亨の説を主体にしたのに対して、饗庭東庵・味岡三伯・岡本一抱・堀元厚らは四大家の残り2人である劉完素・張子和の説を重んじたことから、東庵らの流れを分派としてみなす説もある。
なお、堀元厚の門人である国学者本居宣長も医学的にはこの流れを汲んでいる。また思想家の安藤昌益も味岡三伯に医術を学んでおり、医師としてはこの流派かと思われる。
これに対して思弁的傾向が強いとする批判が現れ、『傷寒論』などの唐以前の古典と実証主義を重んじる名古屋玄医・後藤艮山らの古方派が台頭する一因となった。